# دروازه گردان

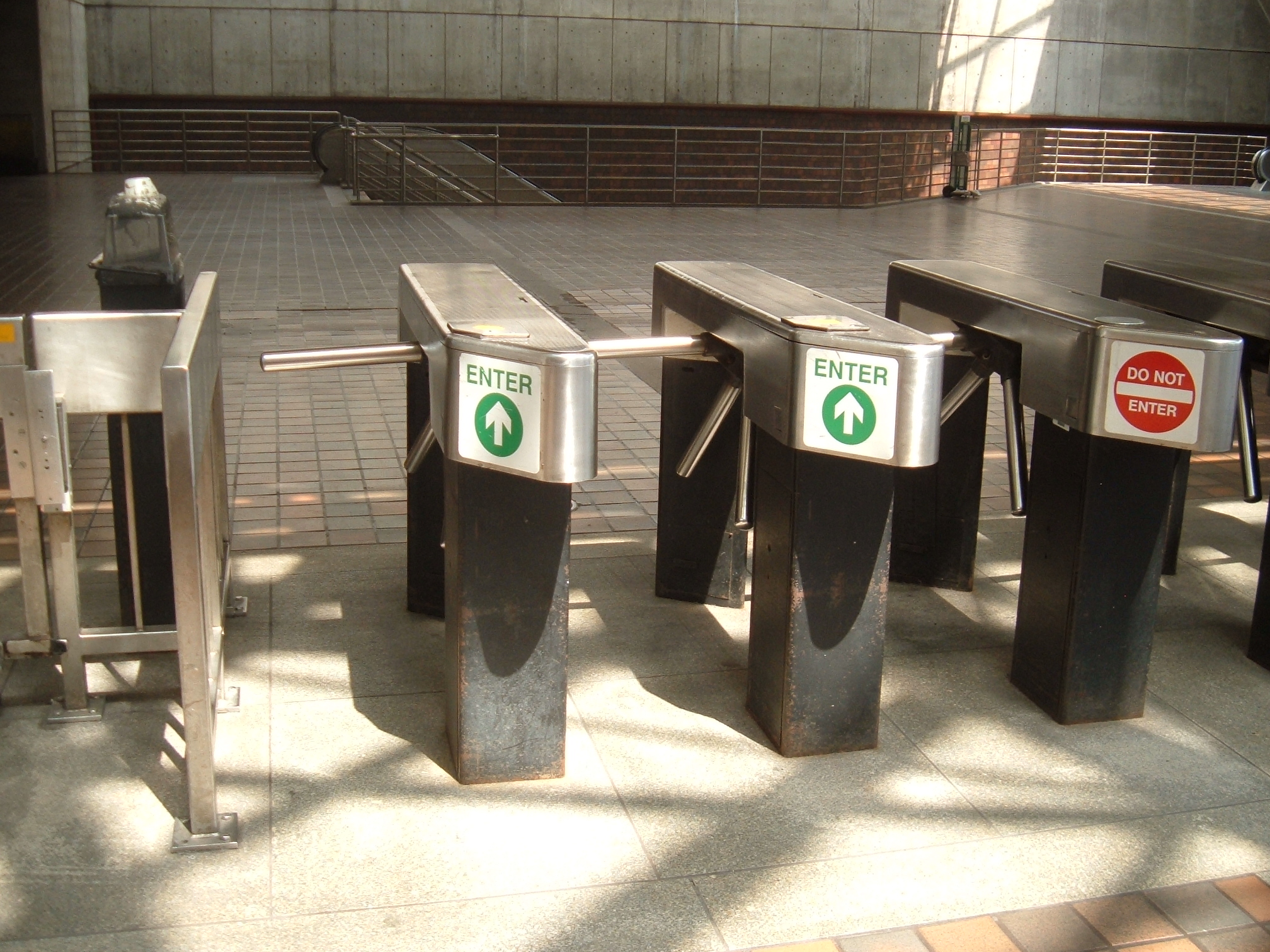
دروازه‌های گردان قدیمی در ایستگاه Alewife در خط قرمز MBTA در کمبریج، ماساچوست، ایالات متحده آمریکا

دروازهٔ گَردان یا گیت کنترل تردد یا دروازه چرخشی یا دروازه خودکار یا چرخ‌در نوعی دروازه است که در هر لحظه به یک نفر اجازه عبور می‌دهد. یک دروازهٔ گردان را می‌توان به گونه ای تنظیم کرد که عبور یک‌طرفه برای انسان اعمال کند. به‌علاوه، یک گیت کنترل تردد می‌تواند عبور را فقط به افرادی که سکه، بلیت، مجوز یا سایر روش‌های پرداخت وارد می‌کنند، محدود کند. دروازهٔ گردان‌های مدرن مجهز به  کارتخوان های هوشمند و ابزارهای زیست‌سنجی(به انگلیسی Biometrics)، از جمله پویش شبکیه چشم، اثر انگشت، و سایر ویژگی‌های فردی انسان هستند که می‌توان آنها را شناسایی کرد؛ بنابراین می‌توان از دروازهٔ گردان برای کنترل کرایه استفاده کرد، به عنوان مثال برای دسترسی به وسایل نقلیه عمومی مانند مترو ، توالت‌های پولی، یا برای محدود کردن دسترسی افراد غیرمجاز به یک مکان، به عنوان مثال در ورودی یک ساختمان اداری.

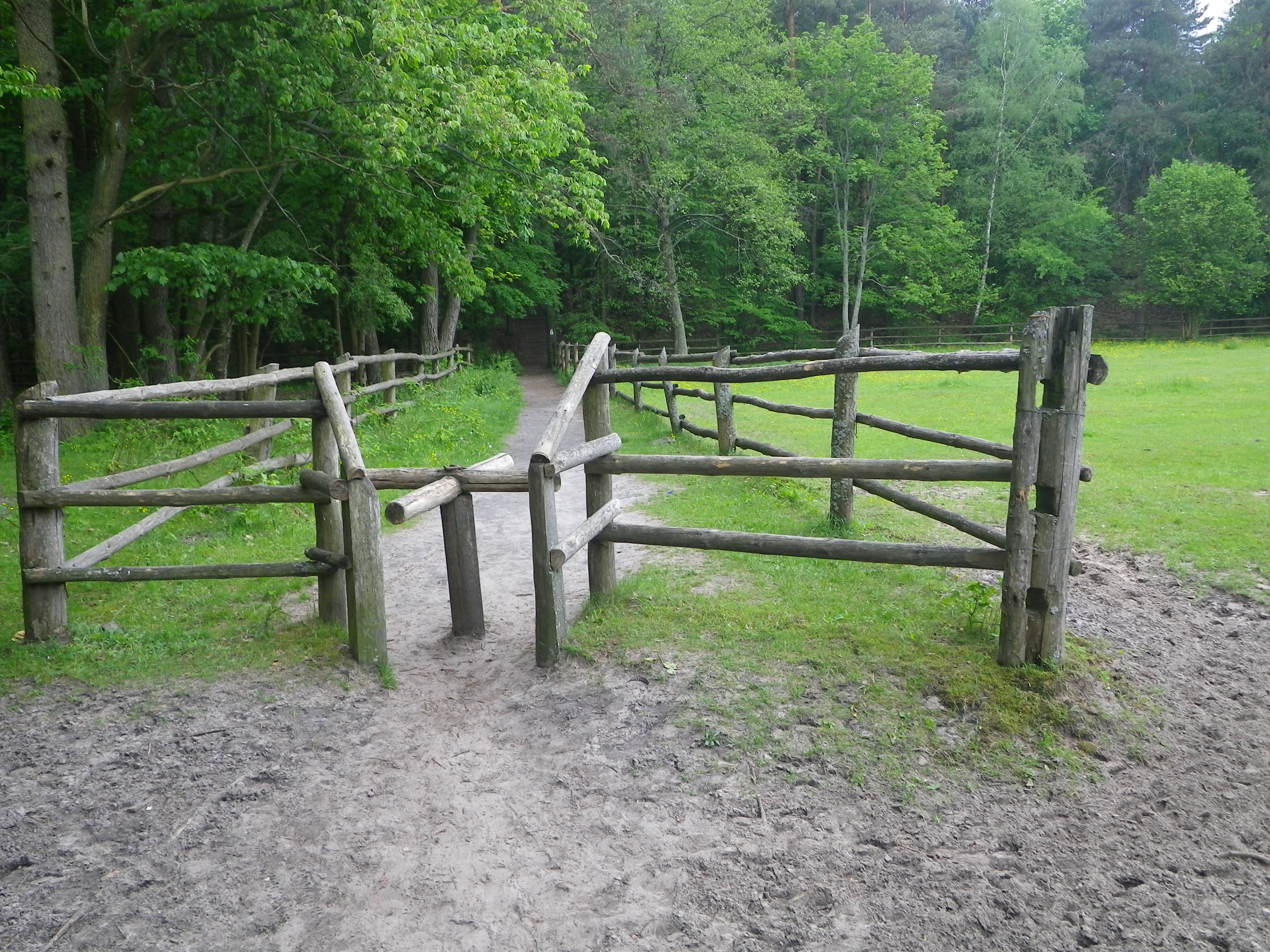
دروازهٔ گردان چوبی در شکل اولیه‌اش، برای نگهداری دام (Zwierzyniec، لهستان).

## انواعدروازهٔ گَردانیاگیت کنترل تردد
- دروازه گردان کنترل تردد میله ای
- دروازه کنترل تردد شیشه ای
- دروازه کنترل تردد تمام قد
- دروازه کنترل تردد لاولایی

## کاربرددروازهٔ گَردانیاگیت کنترل تردد
- ایستگاه وسایل حمل و نقل عمومی مانند اتوبوس و مترو[۳]
- ورودی مکان های نظامی و امنیتی
- ورودی ساختمان ادارات و سازمان ها
- ورودی دانشگاهها[۴] و مجتمع های خوابگاهی
- ورودی ورزشگاهها و استادیوم ها[۵]
- ورودی باشگاهای ورزشی و استخر ها